# 115 Batalion Wsparcia Brygady (USA)

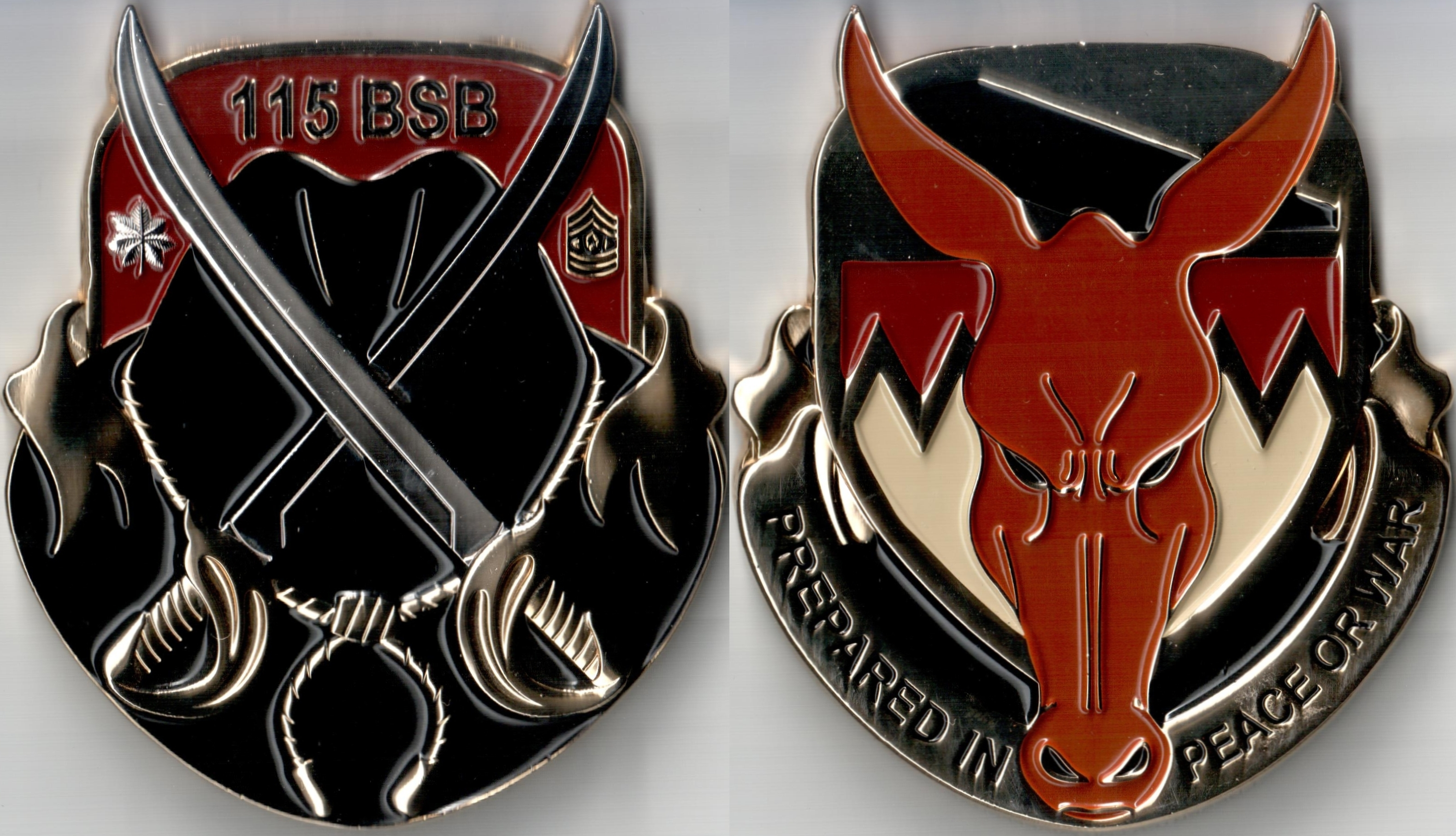
Challenge coin „Muleskinners”

115 Batalion Wsparcia Brygady (ang. 115th Brigade Support Battalion „Muleskinners”) – batalion wsparcia Armii Stanów Zjednoczonych, aktualnie przydzielony do 1 Pancernej Brygadowej Grupy Bojowej „Iron Horse” 1 Dywizji Kawalerii (1st Armored Brigade Combat Team, 1st Cavalry Division).
Misją 115 Batalionu jest zapewnienie wsparcia logistycznego 1 Pancernej Brygadowej Grupy Bojowej 1 Dywizji Kawalerii.

## Historia
15 Batalion przyjął rodowód, barwy i dziedzictwo tradycji 15th Supply Transport Battalion.
Jednostka zorganizowana w Camp Henry Knox w stanie Kentucky w 1919 roku jako 657th Motor Transport Company, 1 grudnia 1919 przeformowana w 84th Motor Transport Company. 31 grudnia 1920 zdemobilizowana w Camp Dix New Jersey. Odtworzona 1 maja 1936 w regularnej armii jako Troop D 16th Quartermaster Squadron, będący elementem 1 Dywizji Kawalerii.
W 2018, 2021 i 2024 roku batalion, jako rotacyjna zmiana w ramach operacji Atlantic Resolve stacjonował w Skwierzynie.

## Pododdziały
- HHC (Headquarters and Headquarters Company) – dowództwo i kompania dowodzenia
- Company A – kompania transportowa i zaopatrzenia
- Company B – kompania remontowa
- Company C – kompania medyczna
- Company D – kompania wsparcia 1 szwadronu 7 pułku kawalerii[3]
- Company E – kompania wsparcia 2 batalionu 8 pułku kawalerii[4]
- Company F – kompania wsparcia 2 batalionu 5 pułku kawalerii[5]
- Company G – kompania wsparcia 1 batalionu 82 pułku artylerii polowej[6]